# Syrrhopodon larminatii
Syrrhopodon larminatii là một loài rêu trong họ Calymperaceae. Loài này được Broth. & Paris mô tả khoa học đầu tiên năm 1901.